# SA-11

La carretera SA-11 o Acceso Norte de Salamanca es una carretera urbana de la ciudad de Salamanca, España, accede a Salamanca por el norte
Es el nombre que toma la N-630 a su paso por Salamanca. 
Parte de la A-62 en la intersección a distinto nivel con la N-630 (con tipología de glorieta deprimida) y continúa hacia el sur finalizando en una glorieta en la que se une con la N-620a y con la SA-605, en Salamanca.
La longitud total del recorrido es de 2,50 km.
Habitualmente también se utiliza la denominación Acceso Norte para designar el tramo de la N-620a entre la A-62 y la propia SA-11.
En marzo de 2008 adjudicaron las obras del acondicionamiento de unos 1,8 kilómetros entre el Estadio Helmántico y la Glorieta de Plaza de Toros, permitirá la duplicación de la calzada actual de la carretera N-630. Apenas unos pocos meses de las obras, paralizaron en noviembre de 2008 a debido de la quiebra de la empresa constructora y el Ministerio de Fomento anunciaron de que va a adjudicar a la otra empresa constructora. Transcurrido el tiempo, quedó en el olvido el pendiente de la duplicación de la actual calzada; hasta ahora sigue pendiente y se tiene que repetir el proyecto, actualizar a la nueva normativa y esperar un tiempo para volver a licitar y adjudicar las obras de que lo quedaba pendiente.

## Tramos
| Denominación | Tramo                               | Año servicio / Estado (2025)                 | km  |
| ------------ | ----------------------------------- | -------------------------------------------- | --- |
| SA-11        | Enlace A-62 - Estadio Helmántico    | 2006                                         | 0,4 |
|              | Estadio Helmántico - Plaza de Toros | Obras suspendidas (pendiente nuevo proyecto) | 1,8 |

## Salidas
| Acceso Norte a Salamanca | Acceso Norte a Salamanca | Acceso Norte a Salamanca                          | Acceso Norte a Salamanca       | Acceso Norte a Salamanca       | Acceso Norte a Salamanca                                  | Acceso Norte a Salamanca                                  | Acceso Norte a Salamanca                         | Acceso Norte a Salamanca                   | Acceso Norte a Salamanca                   | Acceso Norte a Salamanca |
| Esquema                  | P.K.                     | Sentido Salamanca (ascendente)                    | Sentido Salamanca (ascendente) | Sentido Salamanca (ascendente) | Sentido Salamanca (ascendente)                            | Sentido Villares de la Reina (descendente)                | Sentido Villares de la Reina (descendente)       | Sentido Villares de la Reina (descendente) | Sentido Villares de la Reina (descendente) | Incidencias              |
| Esquema                  | P.K.                     | Velocidad                                         | Elemento                       | Salida                         | Salida                                                    | Salida                                                    | Salida                                           | Elemento                                   | Velocidad                                  | Incidencias              |
| Esquema                  | P.K.                     | Velocidad                                         | Elemento                       | Dir.                           | Nombre                                                    | Nombre                                                    | Dir.                                             | Elemento                                   | Velocidad                                  | Incidencias              |
| ------------------------ | ------------------------ | ------------------------------------------------- | ------------------------------ | ------------------------------ | --------------------------------------------------------- | --------------------------------------------------------- | ------------------------------------------------ | ------------------------------------------ | ------------------------------------------ | ------------------------ |
|                          | 336,100                  |                                                   |                                |                                | Salamanca (norte) Estadio Helmántico Villares de la Reina | Salamanca (norte) Estadio Helmántico Villares de la Reina |                                                  |                                            |                                            | Ninguna                  |
|                          | 336,100                  | Valladolid Palencia Burgos                        |                                |                                |                                                           |                                                           |                                                  |                                            |                                            | Ninguna                  |
|                          | 336,100                  | Aldeaseca de Armuña Zamora                        |                                |                                |                                                           |                                                           |                                                  |                                            |                                            | Ninguna                  |
|                          | 336,100                  | Ciudad Rodrigo PORTUGAL Cáceres Zamora            |                                |                                |                                                           |                                                           |                                                  |                                            |                                            | Ninguna                  |
|                          | 336,300                  |                                                   |                                |                                | SA-CM-546 Villamayor                                      | SA-CM-546 Villamayor                                      |                                                  |                                            |                                            | Ninguna                  |
|                          | 336,300                  | Salamanca (norte)                                 |                                |                                |                                                           |                                                           |                                                  |                                            |                                            | Ninguna                  |
|                          | 336,300                  | SA-CM-546 Estadio Helmántico Villares de la Reina |                                |                                |                                                           |                                                           |                                                  |                                            |                                            | Ninguna                  |
|                          | 336,300                  | Todas Direcciones                                 |                                |                                |                                                           |                                                           |                                                  |                                            |                                            | Ninguna                  |
|                          | 336,830                  |                                                   |                                |                                | Salamanca (norte)                                         | Salamanca (norte)                                         |                                                  |                                            |                                            |                          |
|                          | 336,830                  | Todas Direcciones                                 |                                |                                |                                                           |                                                           |                                                  |                                            |                                            |                          |
|                          | 337,600                  |                                                   |                                | SALAMANCA                      | SALAMANCA                                                 | SALAMANCA                                                 | SALAMANCA                                        |                                            |                                            |                          |
|                          | 337,650                  |                                                   |                                |                                | Calle la Cabrera                                          | Calle la Cabrera                                          |                                                  |                                            |                                            |                          |
|                          | 338,300                  |                                                   |                                |                                | Avenida de Salamanca Salamanca (oeste)                    | Avenida de Salamanca Salamanca (oeste)                    |                                                  |                                            |                                            |                          |
|                          | 338,300                  | Vía de servicio                                   |                                |                                |                                                           |                                                           |                                                  |                                            |                                            |                          |
|                          | 338,300                  | Avenida de Salamanca Salamanca (este)             |                                |                                |                                                           |                                                           |                                                  |                                            |                                            |                          |
|                          | 338,300                  | Vía de servicio                                   |                                |                                |                                                           |                                                           |                                                  |                                            |                                            |                          |
|                          | 338,640                  |                                                   |                                |                                | Paseo del Doctor Torres Villarroel Centro Urbano          | Paseo del Doctor Torres Villarroel Centro Urbano          | Paseo del Doctor Torres Villarroel Centro Urbano |                                            |                                            |                          |
|                          | 338,640                  | Valladolid                                        |                                |                                |                                                           |                                                           |                                                  |                                            |                                            |                          |
|                          | 338,640                  | Avenida de la Merced Toro                         |                                |                                |                                                           |                                                           |                                                  |                                            |                                            |                          |
|                          | 338,640                  | Todas Direcciones Ciudad Rodrigo                  |                                |                                |                                                           |                                                           |                                                  |                                            |                                            |                          |